# Michael Allison
Michael Allison (7 augustus 1958 – 9 januari 2020), die opnam onder de naam Darshan Ambient, was een Amerikaanse zanger, bekend om zijn ambient elektronische muziek.

## Biografie
Allison ging naar middelbare school in Modesto (Californië) en werd in zijn mid-tienerjaren leadzanger van de rockband Brimstone. Daarna trad hij toe tot de band Skyway als bassist en toerde hij veel met hen in de Pacific Northwest en Zuidelijke Verenigde Staten. Op 18-jarige leeftijd ontmoette hij muzikant Naux (Juan Maciel), die hem introduceerde in de leer van Paramahansa Yogananda. Met Naux speelde Allison in New York in bands als Zero Cool van Nona Hendryx, Richard Hell & the Voidoids en China Shop. In 1984 formeerde hij zijn eigen band Empty House, die speelde in CBGB, TRAX en de Pyramid Club, waar ze de reguliere huisband werden.
Allison verliet New York in 1987 en verhuisde naar San Francisco, waar hij werd beïnvloed door muzikanten als Brian Eno en Bill Nelson. Hij begon ambient elektronische muziek te maken, onafhankelijk van grote platenmaatschappijen. Met behulp van de naam Darshan, van een sanskriet woord dat goddelijke visie betekent en later het woord ambient toe te voegen om zijn muziek te onderscheiden van die van een bestaande band genaamd Darshan, begon hij zijn eigen muziek op te nemen en uit te brengen in 1992. Zijn albums omvatten Providence (2002), The Zen Master's Diary (2002), Autumn's Apple (2004), From Pale Hands To Weary Skies (2008), A Day Within Days (2010) en Dream In Blue (2011).  Zijn muziek werd gebruikt in verschillende films, documentaires en commercials. Hij trad toe tot het Lotuspike label in 2004 en Spotted Peccary Music in 2008 en bracht in die periode in totaal 14 albums uit bij de labels. Een compilatie van zijn werk Re: Karma werd uitgebracht in 2005. Zijn album From Pale Hands To Weary Skies uit 2008 won «Best Ambient Album» op de NAR Lifestyle Music Awards in 2008. Op 23 januari 2020 werd zijn laatste album, A Day Like Any Other, uitgebracht in januari 2020.

## Overlijden
Michael Allison overleed in januari 2020 op 61-jarige leeftijd aan de gevolgen van kanker.
- Bibliothèque nationale de France: cb178157732 (data)
- International Standard Name Identifier: 0000 0004 7647 7622
- Library of Congress Control Number: n2019002754
- MusicBrainz: b57a2da5-d659-450c-9fda-8790615be106
- Système universitaire de documentation: 243214634
- Virtual International Authority File: 4964149108584868780009